# Caphyra yookadai
Caphyra yookadai is een krabbensoort uit de familie van de Portunidae. De wetenschappelijke naam van de soort is voor het eerst geldig gepubliceerd in 1933 door Sakai.